# 特里维尼奥
特里维尼奥（義大利語：Trivigno），是意大利波坦察省的一个市镇。总面积25平方公里，人口734人，人口密度29.4人/平方公里（2009年）。ISTAT代码为076093。